# Borommakot
Borommakot (tiếng Thái: บรมโกศ) hay Borommarachathirat III (tiếng Thái: บรมราชาธิราชที่ 3) là vua của Ayutthaya từ năm 1733 đến năm 1758. Triều đại của ông là thời kỳ nở rộ nhất của Ayutthaya vì vương quốc sẽ rơi vào năm thứ 9 sau khi ông qua đời.
"Triều đại của ông là 25 năm quan trọng vì là thời kỳ hòa bình cuối cùng của Ayudhya, trong đó văn học nghệ thuật và hàng thủ công đẫm máu". Tuy nhiên, chính nhà vua được biết đến với cái nhìn "tàn nhẫn đối với người và động vật", với bảy người con trai của ông ta đang chết vì bạo lực.:68–69